# Al-Harirí (poeta)

Il·lustració del 1237 de la Maqamat Al-Hariri

Abu-Muhàmmad al-Qàssim ibn Alí ibn Muhàmmad ibn Uthman ibn al-Harirí al-Basrí, conegut senzillament com al-Harirí (Bàssora, 1054 - 10 de setembre de 1120), fou un poeta i filòleg àrab que va donar les seves lletres de noblesa al gènere literari de la maqama (recull d'històries curtes en prosa rimada) creat per l'iranià al-Hamadhaní.
La seva obra principal és Maqamat al-Harirí (مقامات الحريري, Les sessions d'al-Harirí). També va compondre Mulhat al-irab fi-n-nahw, un poema sobre la gramàtica àrab, i va redactar Dúrrat al-ghawwas fi-awham al-khawass, una obra consagrada als errors d'expressió en aquesta llengua.